# ونستان (نائین)
ونستان درخت زبان گنجشک در اروپا ، شمال اسکاندیناوی و جنوب شبه جزیره ایبری
زبان گنجشک گل ملی کشور سوئد است
درختی خزان پذیر بوده و بسیار مقاوم به بی ابی
بعد از سال اول و مراقبت از درخت اگر سالی یکبار هم ابیاری نماییم این درخت سبز خواهد ماند
فوق العاده مقاوم به گرماست

## جمعیت
این روستا در دهستان کوهستان قرار دارد و براساس سرشماری مرکز آمار ایران در سال ۱۳۸۵، جمعیت آن زیر سه خانوار بوده‌است.